# Croisement de spin

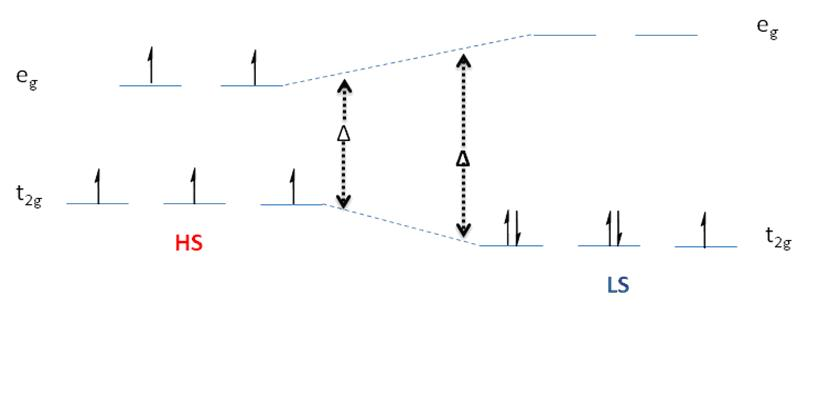
Effet de la différence Δ des niveaux d'énergie sur la distribution haut spin (HS) et bas spin (LS) d'un champ de ligand octaédrique en d.

Le croisement de spin, ou spin crossover (SCO) en anglais, est un phénomène survenant dans certains complexes métalliques marqué par la transition entre deux états de spin métastables sous l'effet d'un stimulus extérieur, l'un des états ayant généralement une multiplicité plus faible (état bas spin, avec peu d'électrons célibataires) et l'autre une multiplicité plus élevée (état haut spin, avec des électrons célibataires nombreux). La pression et la température font partie des stimulus susceptibles de déclencher un croisement de spin, de sorte qu'on parle également de transition de spin ou d’équilibre de spin.
On observe généralement un croisement de spin avec les métaux de transition de la 4e période du tableau périodique ayant une géométrie de coordination octaédrique avec une configuration électronique d4 à d7. Les courbes de transition de spin représentent le plus souvent la fraction molaire haut spin en fonction de la température. Il est fréquent qu'une transition de spin progressive soit suivie par un changement abrupt (ΔT = 10 K) avec hystérèse et transition en deux étapes. La soudaineté avec hystérèse indique un mécanisme coopératif dans lequel l'état des complexes s'influence l'un l'autre. Dans ce dernier cas, le matériau est bistable et peut exister avec deux états de spin différents dans différents intervalles de stimulus extérieurs. La transition en deux étapes est assez rare mais peut être observée avec les complexes à croisement de spin dinucléaires pour lesquels la transition de spin du premier centre métallique rend celle du second moins probable. Il existe plusieurs modes de croisements de spin, par exemple ceux désignés comme LIESST (Light-Induced Excited Spin-State Trapping) stimulés par la lumière, LD-LISC (Ligand-Driven Light Induced Spin Change) stimulés par les ligands et CTIST (Charge-Transfer-Induced Spin Transition) stimulés par transfert de charge.

## Outils de caractérisation

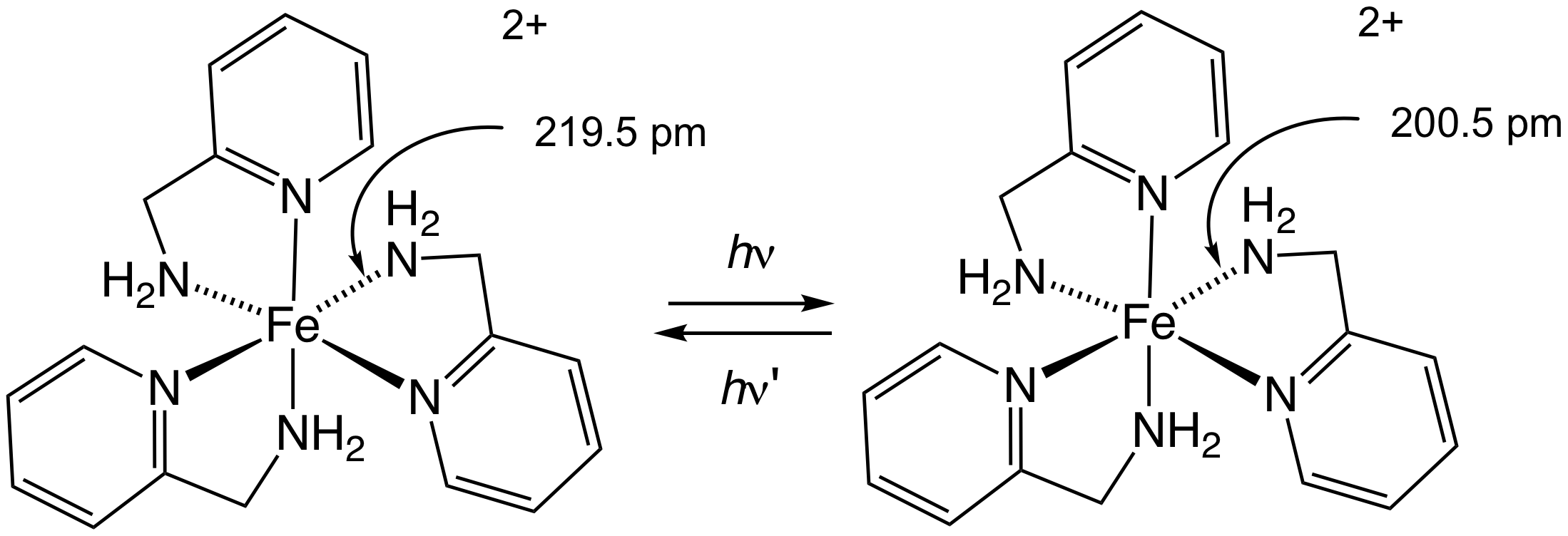
Croisement de spin à induction lumineuse du complexe 2+, qui bascule d'un état haut spin vers un état bas spin.

Le changement des propriétés magnétiques observé lors d'une transition de spin — le complexe étant moins magnétique dans un état bas spin et plus magnétique dans un état haut spin — les mesures de susceptibilité magnétique sont essentielles à la caractérisation des composés à croisement de spin. La susceptibilité magnétique en fonction de la température, dite χT, est la principale technique utilisée pour caractériser les complexes à croisement de spin. La spectroscopie Mössbauer du 57Fe est employée spécifiquement pour caractériser le croisement de spin des complexes de fer, d'autant plus qu'elle est sensible au magnétisme. Lorsque les spectres sont enregistrés en fonction de la température, l'aire sous la courbe des pics d'absorption est proportionnelle à la fraction des états haut spin et bas spin dans l'échantillon.
Le croisement de spin induit des variations de la longueur des liaisons métal–ligand en raison de la redristribution des électrons entre orbitales, dont les orbitales eg ont un caractère antiliant. Une transition haut spin ⟶ bas spin se traduit par un raccourcissement, et donc un renforcement, de la liaison métal–ligand. Ceci s'observe notamment par cristallographie aux rayons X, par spectroscopie infrarouge à transformée de Fourier (FTIR) et par spectroscopie Raman.
Ce phénomène est très sensible aux traitements mécaniques (broyage) et à la pression, ce qui confère un avantage à la spectroscopie Raman, qui ne nécessite pas de préparer l'échantillon, contrairement aux techniques FTIR ; les échantillons très colorés peuvent cependant altérer les mesures. La spectroscopie Raman permet également de soumettre l'échantillon à des stimulus extérieurs pour induire un croisement de spin. Les transitions induites thermiquement proviennent de la plus grande dégénérescence électronique de l'état bas spin et des fréquences vibratoires plus basses de l'état haut spin. 
Il est également possible de suivre le croisement de spin par spectroscopie ultraviolet-visible. Dans certains cas, les bandes d'absorption sont obscurcies en raison de la forte intensité des bandes d'absorption dues au transfert de charge du métal au ligand (MLCT).